# Zatoka Moro
Zatoka Moro (ang. Moro Gulf) – zatoka na Filipinach położona u południowo-zachodniego wybrzeża wyspy Mindanao, na Morzu Celebes. Od północy i zachodu granicę zatoki wyznacza Półwysep Zamboanga, od zachodu wyspa Basilan. Południową granicę wyznacza Morze Celebes, wschodnią wybrzeże wyspy Mindanao. Dwa największe porty leżące nad zatoką to Zamboanga na zachodzie i Cotabato na wschodnim wybrzeżu Mindanao.